# لوئیس پاس
لوئیس پاس (اسپانیایی: Luis Paz‎; ۲۵ ژوئن ۱۹۴۲ – ۲۷ ژوئن ۲۰۱۵) بازیکن فوتبال اهل کلمبیا بود.
از باشگاه‌هایی که در آن بازی کرده‌است می‌توان به باشگاه فوتبال آمریکا ده کالی، باشگاه فوتبال سانتا فه، باشگاه فوتبال میلوناریوس، باشگاه فوتبال اونس کالداس، و باشگاه ورزشی دیپورتیوو کالی اشاره کرد.
وی همچنین در تیم ملی فوتبال کلمبیا بازی کرده‌است.